# Municipio de Wayne (condado de Darke)
El municipio de Wayne (en inglés: Wayne Township) es un municipio ubicado en el condado de Darke en el estado estadounidense de Ohio. En el año 2010 tenía una población de 4489 habitantes y una densidad poblacional de 54,27 personas por km².

## Geografía
El municipio de Wayne se encuentra ubicado en las coordenadas 40°13′29″N 84°28′48″O / 40.22472, -84.48000. Según la Oficina del Censo de los Estados Unidos, el municipio tiene una superficie total de 82.71 km², de la cual 82,37 km² corresponden a tierra firme y (0,42 %) 0,35 km² es agua.

## Demografía
Según el censo de 2010, había 4489 personas residiendo en el municipio de Wayne. La densidad de población era de 54,27 hab./km². De los 4489 habitantes, el municipio de Wayne estaba compuesto por el 98,95 % blancos, el 0,2 % eran afroamericanos, el 0,04 % eran amerindios, el 0,04 % eran asiáticos, el 0,04 % eran de otras razas y el 0,71 % eran de una mezcla de razas. Del total de la población el 0,36 % eran hispanos o latinos de cualquier raza.